# Seaton, Rutland
Seaton är en ort och civil parish i Storbritannien.   Den ligger i grevskapet och kommunen Rutland och riksdelen England, i den sydöstra delen av landet, 120 km norr om huvudstaden London. Seaton ligger 93 meter över havet och antalet invånare är 5 240.
Terrängen runt Seaton är platt. Runt Seaton är det ganska tätbefolkat, med 144 invånare per kvadratkilometer. Närmaste större samhälle är Corby, 8,8 km söder om Seaton. Trakten runt Seaton består till största delen av jordbruksmark.